# Valle de la Orotava (vino)
Valle de la Orotava es una zona vinícola con Denominación de origen (DO), situada en la isla de Tenerife de las Islas Canarias (España). Obtuvo la calificación de Denominación de origen en el año 1995 (Orden Ministerial de 15 de noviembre de 1995, publicada en el BOE del día 30). Posteriormente se ha modificado la legislación por Órdenes Ministeriales de 19 de octubre de 2000 y APA/534/2002.

## El entorno
Se encuentra en el valle de la Orotava, del que toma el nombre. No es realmente un valle, sino una fosa tectónica. Es la vertiente norte de la Cordillera Dorsal de Tenerife. Es una ladera tendida, de pendiente poco pronunciada, estando el viñedo entre los 400 y los 800 m s. n. m. El suelo es volcánico. Ocupa los municipios de la Orotava, los Realejos y Puerto de la Cruz. El clima es atlántico, influido por los vientos alisios.

## Uvas

### Blancas
- Gual, variedad preferente
- Malvasía, variedad preferente
- Verdello, variedad preferente
- Vijariego, variedad preferente
- Listán blanco
- Moscatel
- Bastardo blanco
- Forastera blanca (Gomera)
- Marmajuela
- Pedro Jiménez
- Torrontés

### Tintas
- Listán negro, variedad preferente
- Moscatel negra
- Malvasía rosada, variedad preferente
- Negramoll, variedad preferente
- Bastardo negro
- Tintilla
- Vijariego negra

## Tipos de vino
Se hacen diferentes tipos de vino:
- Blancos, con una graduación alcohólica mínima de 11%
- Rosados, graduación mínima 11 %
- Tintos, graduación mínima 11,5 %
- Dulce clásico (100% Malvasía o moscatel sobremadura por recolección tardía o asoleado), graduación mínima 15 %
- Vino de licor, graduación mínima 15 %
- Espumoso blanco, graduación mínima 11 %. Se elabora siguiendo el método tradicional